# Waltharius

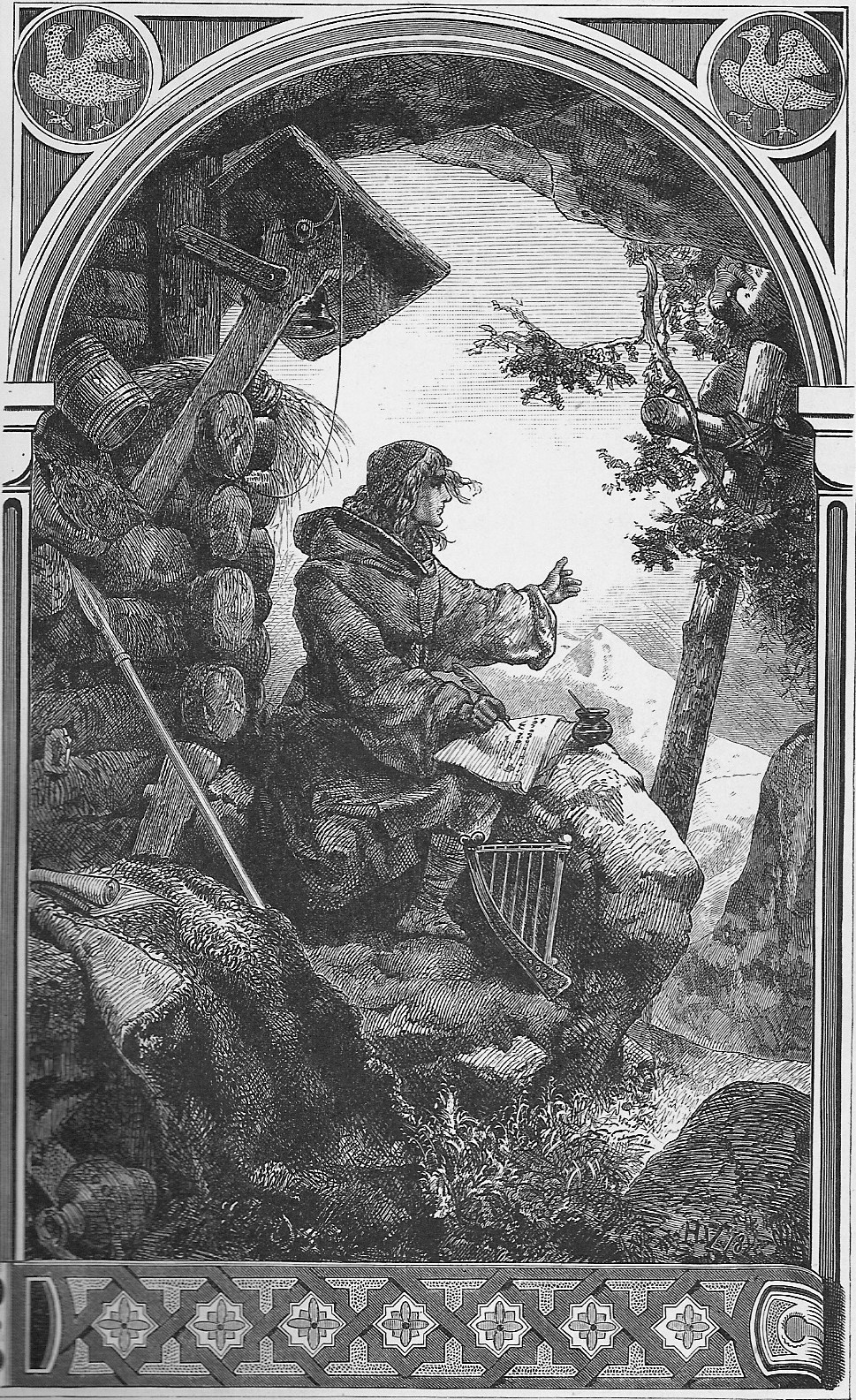
Vorstellungen des Historismus vom Mittelalter: „Ekkehard dichtet das Walthariuslied“

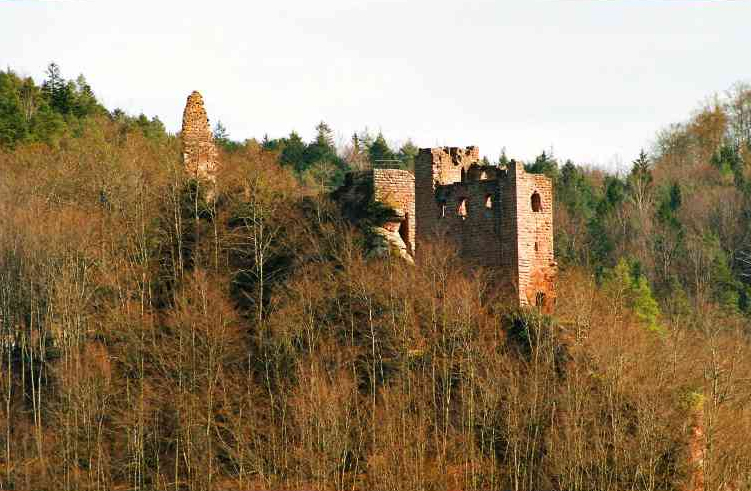
Wasigenstein

Der Waltharius, auch Walthari-Lied, ist eine lateinische Heldendichtung wohl des 10. Jahrhunderts. Der Dichter gestaltet in 1455 Hexametern die germanische Walther-Sage. Dazu dürften ihm ein oder mehrere volkssprachliche Lieder als Quelle gedient haben, in welcher Form ist jedoch ungeklärt. Er könnte seinen Stoff einem mündlich überlieferten deutschen Waltherlied entnommen haben, zudem finden sich Teile der Sage im altenglischen „Waldere“, der als älteste Fassung der Geschichte von Walther und Hildegund gilt, aber nur in Teilstücken erhalten ist.

## Verfasser
Für den Autor des Waltharius werden zwei Namen ins Spiel gebracht:
- Eine Gruppe von Handschriften enthält einen Prolog von 22 Versen, in dem ein Geraldus[1] einem hohen Geistlichen namens Erckambald das Epos zueignet. Letzterer könnte Bischof Erkanbald von Straßburg (937/938–991) gewesen sein, wogegen jedoch spricht, dass mit „summus sacerdos“ üblicherweise nur Erzbischöfe tituliert werden. Allerdings lässt der Prolog im Unklaren, ob Geraldus ein eigenes oder ein fremdes Werk überreicht. Auch unterscheidet sich der sprachliche Stil des Prologs so deutlich von dem des Epos, dass eine nachträgliche Entstehung des Prologs wahrscheinlicher ist als die Autorschaft Geralds.[2] Dann kommt aber als Adressat des Prologs auch Erzbischof Erkanbald von Mainz (1011–1021), der Vorgänger des Aribo von Mainz (1022–1031) in Betracht.
- Auf Aribos Veranlassung hatte Ekkehard IV. nach eigener Angabe in  seinen Casus sancti Galli (cap. 80)  eine Vita Waltharii manu fortis, die Ekkehard I. von St. Gallen einst als Schüler verfasst hatte (also etwa um 930), stilistisch verbessert. Dass mit diesem Text der Waltharius gemeint gewesen sei, wird zwar von Dieter Schaller mit gewichtigen Argumenten vertreten[3], von der Forschung jedoch zunehmend bezweifelt. Dafür, dass man zumindest in St. Gallen Ekkehart I. für den Verfasser des Waltharius hielt, spricht allerdings der Umstand, dass Herimannus von St. Gallen, der Verfasser der jüngeren Vita der Heiligen Wiborada (etwa 1075), offenbar als Hommage an Ekkehart I., den Verfasser der älteren, von Herimannus stark überarbeiteten Vita der Heiligen Wiborada, Vers 51 aus dem Waltharius zitiert.[4] Für Ekkehard I. als Verfasser und eine Entstehung vor den in den Zeitraum 915 bis 926 zu datierenden Gesta Berengarii, die den Waltharius zu zitieren scheinen, argumentiert Gustav Adolf Beckmann.[5]

## Inhalt
Die Sage von „Walther und Hildegunde“ spielt am Wasigenstein im Wasgenwald (= Vogesen) (heute Frankreich) nahe der französisch-deutschen Grenze und handelt vom Kampf des Walther von Aquitanien mit den zwölf Recken des Königs Gunther von Franken (= Gunther, der Burgunderkönig des Nibelungenliedes).
Walther und Hildegunde, die bereits als Kinder von ihren Eltern verlobt worden waren, hatten zusammen mit Hagen als Geiseln am Hof des Hunnenkönigs Attila gelebt. Obwohl dieser und seine Frau die Geiseln liebevoll aufnehmen, wie eigene Kinder erziehen lassen und sie, als sie herangewachsen sind, hoher Vertrauensstellungen würdigen – Hildegunde wird zur Aufseherin des Schatzes, Walther und Hagen werden sogar zu Heerführern ernannt –, beschließt Hagen, als er vom Tod des Frankenkönigs Gibicho und der Tributverweigerung seines  Nachfolgers Gunther gehört hat, zu fliehen.
Auf den Rat der Königin bietet daraufhin Attila Walther, um diesen fester an sich zu binden, die Ehe mit einer einheimischen Fürstentochter an. Doch dieser hat andere Pläne. In einer Trugrede schlägt er daher dieses Anerbieten mit der Begründung aus, er könne dem König als verheirateter Familienvater nicht mehr so vorbehaltlos und furchtlos wie bisher dienen und wolle daher lieber für immer ehelos bleiben. Tatsächlich aber bereitet auch er die Flucht vor, die er jedoch nicht ohne Hildegunde, in die er sich verliebt hat, antreten will.
Nach einem erneuten glanzvollen Sieg nutzt er die bei der Heimkehr sich bietende Gelegenheit eines Gesprächs unter vier Augen, um sich Hildegunde zu erklären und ihr den Fluchtplan zu erläutern. Sie soll aus dem königlichen Schatz die königliche Rüstung, zwei Kisten mit Goldringen und die für die Flucht erforderliche Ausrüstung entwenden. Er wird die anstehende Siegesfeier nutzen, um den König und sein Gefolge betrunken zu machen, sodass die Flucht zunächst unbemerkt bleibt und ein ausreichender Vorsprung gewonnen wird.
Der Plan gelingt, und Walther und Hildegunde gelangen in vierzig Nachtmärschen unentdeckt bis zum Rhein, über den sie ein Fährmann übersetzt. Dieser verkauft die fremdartigen Fische, die er von Walther als Fährgeld erhalten hat, dem Koch König Gunthers, wodurch dieser auf die Flüchtlinge aufmerksam wird und Nachforschungen anstellen lässt.
Als Hagen die Beschreibung des Paares durch den Fährmann vernimmt, erkennt er, dass es sich um Walther und Hildegunde handeln muss, und äußert seine Freude über die erfolgreiche Flucht seines Freundes. Doch Gunther erkennt die Gelegenheit, Teile des Schatzes, den Gibicho den Hunnen hatte abtreten müssen, zurückzugewinnen, und beschließt, mit zwölf Gefolgsleuten, darunter der widerstrebende und von dem Unternehmen abratende Hagen, Walther entgegenzuziehen und die Auslieferung des Schatzes zu fordern. Mehrere Versuche Hagens, Gunther durch Hinweis auf die Kampfkraft Walthers abzuschrecken oder eine Verhandlungslösung anzustreben, scheitern.
Walther seinerseits hat, als er erkennt, dass die von Hildegunde während seines Schlafes entdeckten heranrückenden Bewaffneten nicht Hunnen, sondern Franken sind, im Vertrauen auf seine Stärke und auf seine günstige Position auf einem engen Gebirgspass Siegeszuversicht und in einer Prahlrede sogar Hochmut gezeigt, diesen aber sogleich wieder bereut und Vergebung für diese Sünde erbeten.
Nach beiderseitigen Provokationen und einem letzten Verhandlungsangebot Walthers, der hundert Armreife aus dem Schatz für freien Durchzug anbietet, kommt es zum Kampf, da Gunther Hagens Rat, das Angebot anzunehmen, in den Wind schlägt.
Hagen zieht sich, nachdem er von Gunther auch noch als Angsthase verspottet wurde, beleidigt auf einen Beobachterposten zurück. Walther tötet der Reihe nach alle Angreifer, darunter den jungen Patafried, den Neffen Hagens, den dieser und auch Walther selbst vergeblich von dem ungleichen Kampf zurückzuhalten versucht hatten.
Nach dem Tod aller seiner Männer fleht Gunther Hagen an, seinen Groll zu beenden, gesteht seine Schuld und überredet ihn, mit ihm in den Kampf zu ziehen, um die Schmach zu tilgen. Ausdrücklich betont Hagen, dass er nicht wegen der Rache für Patafried, sondern wegen der Ehre des Königs sein Treuegelübde gegenüber Walther breche. Er entwickelt einen Plan, um Walther aus seiner uneinnehmbaren Stellung zu locken und ihn in der Ebene zum Kampf zu stellen.
Trotzdem verliert Gunther in diesem Kampf ein Bein, Hagen verliert bei dem Versuch, Gunther beizustehen, das rechte Auge, die rechte Schläfe, die rechtsseitige Lippe und sechs Backenzähne, aber auch Walther selbst verliert die rechte Hand.
Nach der Schlacht kommt es, begleitet von freundschaftlichem Spott über die Verstümmelungen, zur Versöhnung zwischen Walther und Hagen, und die Kämpfer ziehen zurück in ihre Heimatländer. Hildegunde verbindet die Verwundeten und begleitet ihren Bräutigam Walther.

## Interpretation
Das Epos schafft tragische Situationen, in die die Helden aufgrund widerstreitender Interessen (Habgier, Ruhmstreben, Hochmut, Übermut, Ehre) und Normenkonflikte  (Liebe, Freundschaft, Gefolgschaftswesen, christliche Normen) geraten. Zahlreiche Motive sind dem antiken Trojastoff entnommen. Die Verwundungen scheinen symbolische Strafen, sog. Spiegelstrafen, in der Form der sog. punitio membri (Bestrafung an dem Körperteil, mit dem die Straftat begangen wurde) für Hochmut (Gunther), Wortbruch (Hagen) und Totschlag (Walther) zu sein.

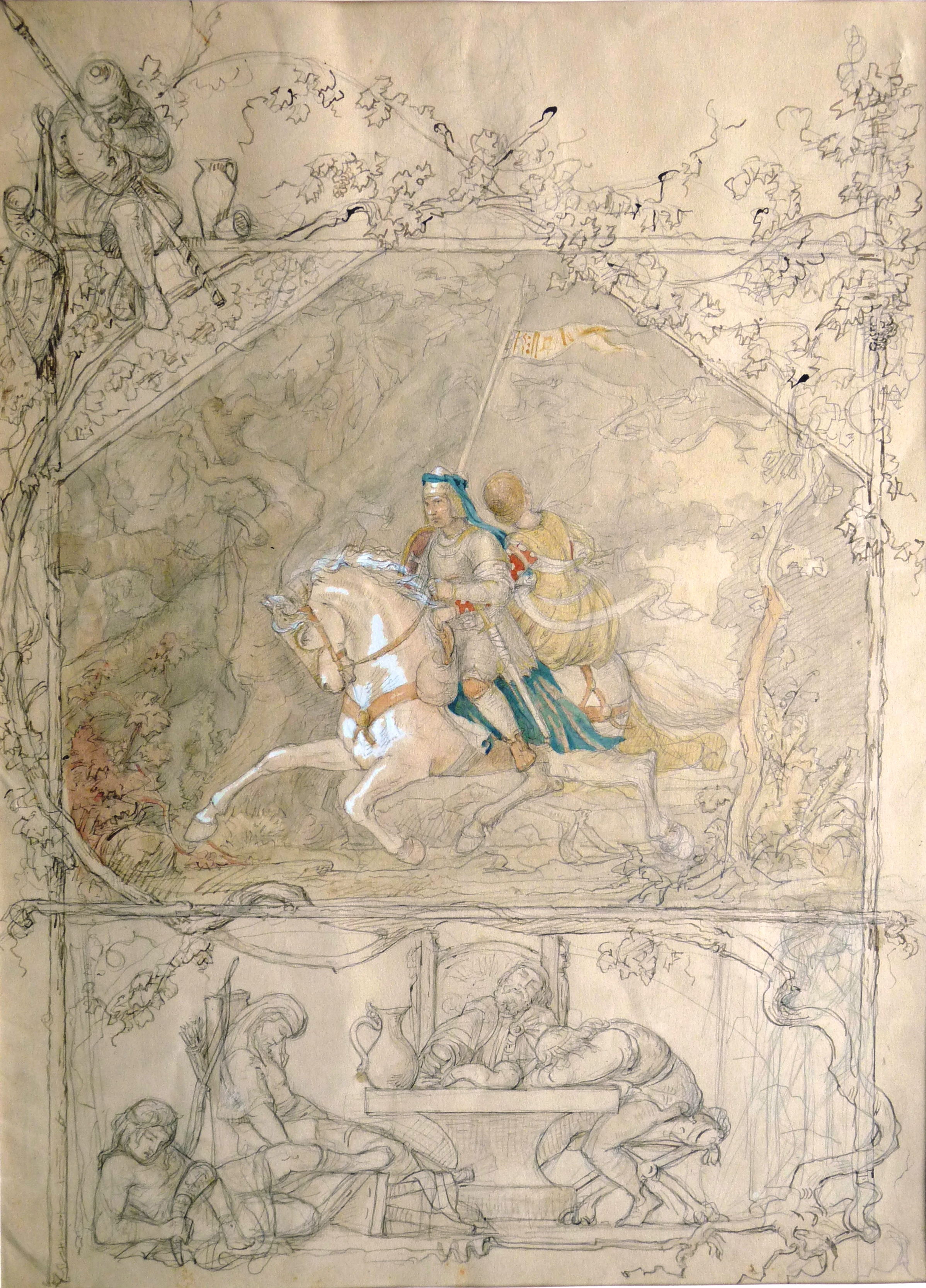
Heinrich Ludwig Philippi († 1874): „Entwurf für die Bebilderung des Walthariliedes: Walther und Hildegunde“
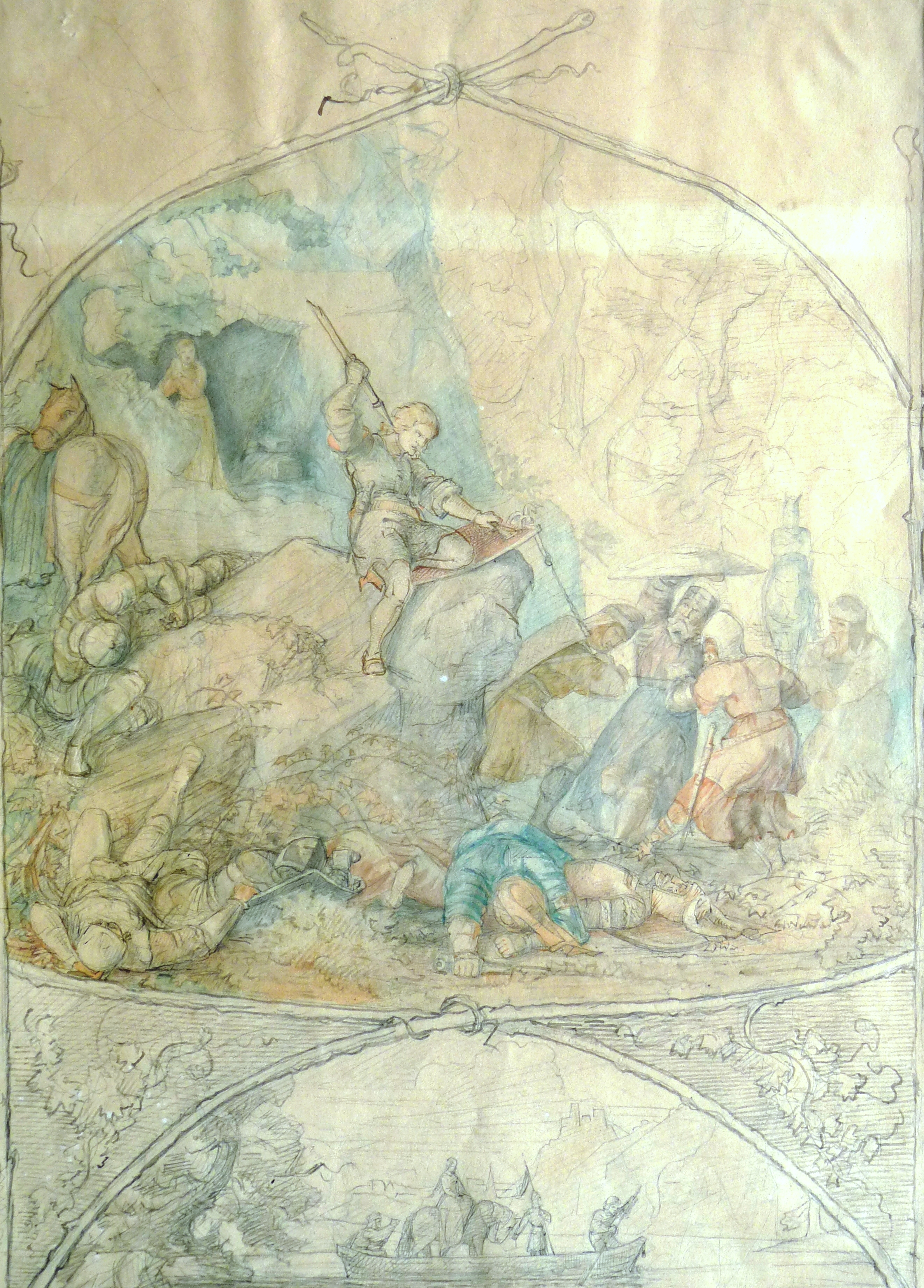
„Der Kampf im Wasgenwald“ Bebilderungsentwurf von H. L. Philippi